# Ephesiella cantonei
Ephesiella cantonei är en ringmaskart som beskrevs av Mollica 1994. Ephesiella cantonei ingår i släktet Ephesiella och familjen Sphaerodoridae. Inga underarter finns listade i Catalogue of Life.